# José Antonio García-Blanco
José Antonio García-Blanco Peinador (Santiago de Compostela, 21 de abril de 1929 - Madrid, 3 de septiembre de 2007) fue un poeta español de la generación de los 50 o 2.ª generación de la posguerra.

## Reseña biográfica

### Antecedentes familiares e infancia

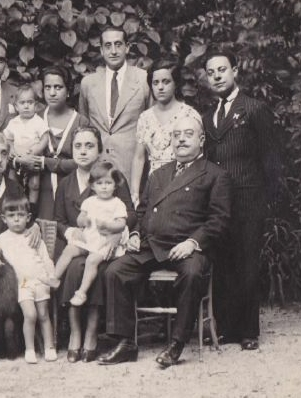
De niño, de pie. Su abuelo sentado y su padre de pie, en el centro.

José Antonio nace en un ambiente familiar de tradición intelectual y socialmente acomodado. Los García-Blanco (y los Romero), originarios de Almadén, son ingenieros, médicos, abogados. Los Peinador y los Linès, aúnan a los clases terratenientes con la burguesía ilustrada de Pontevedra. Los Porrúa y los Moreno, originarios de Andújar, son funcionarios del Estado, militares, etc.
Sus padres se conocen y se casan en el Balneario de Mondariz, ya que su madre Georgina Peinador Porrúa era hija de los dueños del establecimiento termal y su padre, José María García-Blanco Oyarzábal (1898-1973), ' trabajó allí en verano cuando era Catedrático de Fisiología de la Universidad de Santiago de Compostela (de 1927 a 1934).
Cuando estalla la Guerra Civil su padre está en la Universidad de Salamanca, pero al ser verano se encuentra en Madrid con la familia y allí quedan atrapados todos. Al finalizar la guerra José Antonio tiene 10 años y la familia, pasa unos años bastante difíciles hasta que el padre obtiene en 1941 la Cátedra de Fisiología de la Facultad de medicina de la Universidad de Valencia.

### Juventud y primera poesía

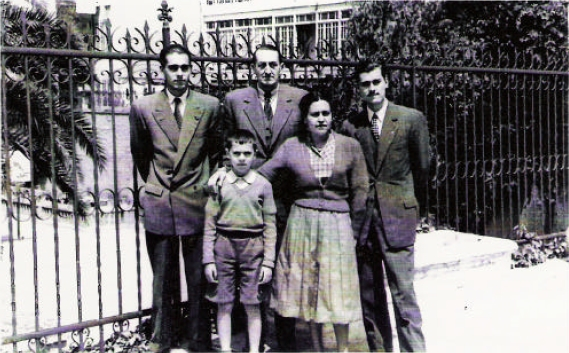
A la derecha, con sus padres y hermanos

En Valencia, José Antonio hace el Bachiller en una academia particular donde la mayor parte de profesores eran republicanos “depurados” y apartados de la función pública. En 1948 José Antonio ingresa obligado en la Facultad de Derecho de Valencia y al acabar la carrera, intenta estudiar una oposición en Madrid pero al año abandona. Las milicias universitarias las hizo en Ronda y las terminó en Mahón.
Durante estos años participa del ambiente universitario y vanguardista valenciano, entre otras, de las renombradas tertulias del "Café Fénix" y la "Cafetería Monterrey", embrión del futuro Grupo Parpalló y donde trabó amistad con gente como los críticos de arte Vicente Aguilera Cerni o Antonio Giménez Pericás, el escultor Andreu Alfaro o los pintores Monjalés (José Soler Vidal) e Ignacio Lorente Tallada. El mismo participa con lecturas de poemas y charlas.

### Viajes y poesía comprometida. Los años de la dictadura

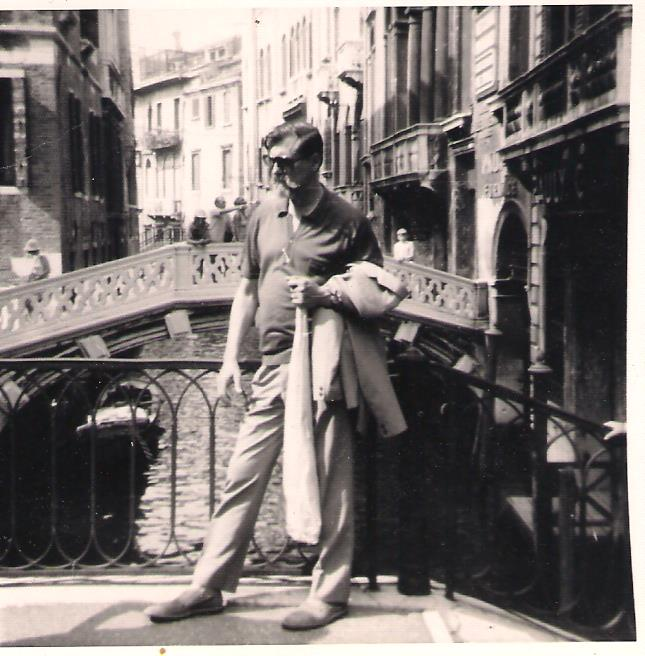
Trabajando enVenecia, 1974

De 1955 a 1963, José Antonio ya licenciado, empieza a escribir apasionadamente, en un ir y venir por España y de Europa a España, viaja empapándose de vivencias de las que se nutriría su poesía más joven. En algún momento circunstancial le detienen en Madrid y en la Dirección General de Seguridad le relacionan con su tío Enrique Peinador Porrúa, fusilado en 1940 después de un consejo de guerra. En 1957 publica su primer libro de Poesías, "Poemas de Agua".

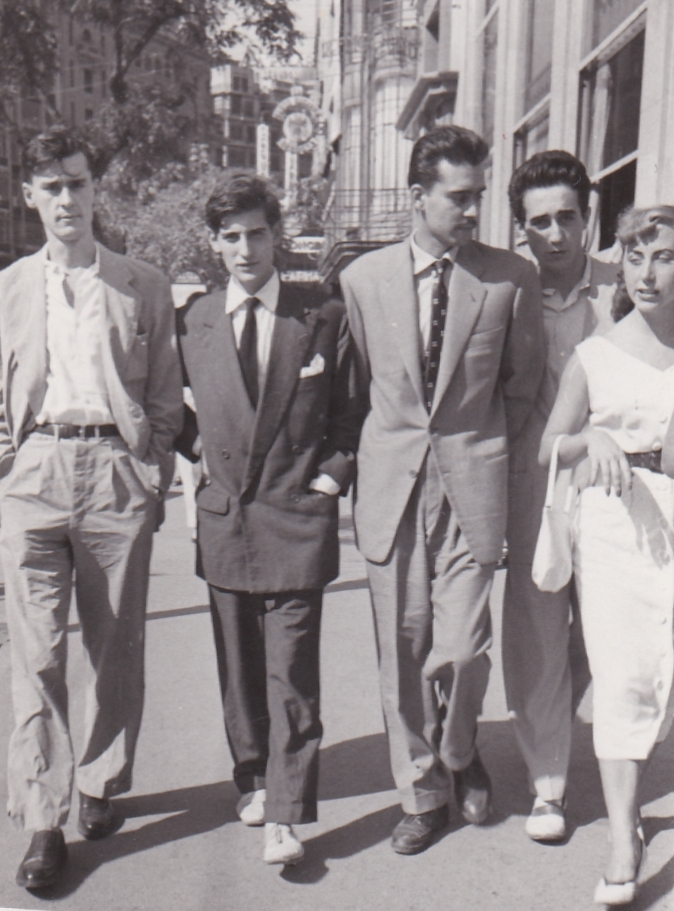
En Valencia en 1955 con Ignacio Lorente Tallada

Sobre 1960 está a punto de instalarse en Formentera a escribir y en 1961, trabajando en El Cairo, se casa por poderes y su mujer, María García García (a la que llamaba Poesía), viaja a Egipto. En estos viajes traba amistad con gente como Ángel Sánchez-Gijón, al que ya conocía de Valencia, los pintores Agustín Ibarrola o Manolo Calvo, el escultor José Ortega o el escritor Andrés Sorel que posteriormente le publicaría en 1977.
Tras el nacimiento de su hijo Jorge, el matrimonio se instala en Madrid y en 1964 nace Jacobo, su segundo hijo, mientras José Antonio empieza trabajando como comercial, aunque en seguida inicia su relación con el turismo, adaptándose rápidamente por ser un hombre culto y por saber cuatro idiomas, así que se dedicaría a ello el resto de su vida.
Durante años viaja trabajando de “guía correo” por toda Europa, por el norte de África, por oriente próximo y normalmente, unos seis o siete meses por temporada, mientras los meses de otoño e invierno se dedica a la familia, instalado en su domicilio de Madrid, en un cierto aislamiento intelectual y escribiendo poesía abundante sin preocuparse de sus “lecturas” o publicaciones. Solo en ocasiones concretas realiza alguna lectura, colabora con su poesía en actos solidarios, en actos de apoyo o exposiciones de amigos.

### La Transición. Poesía y militancia política

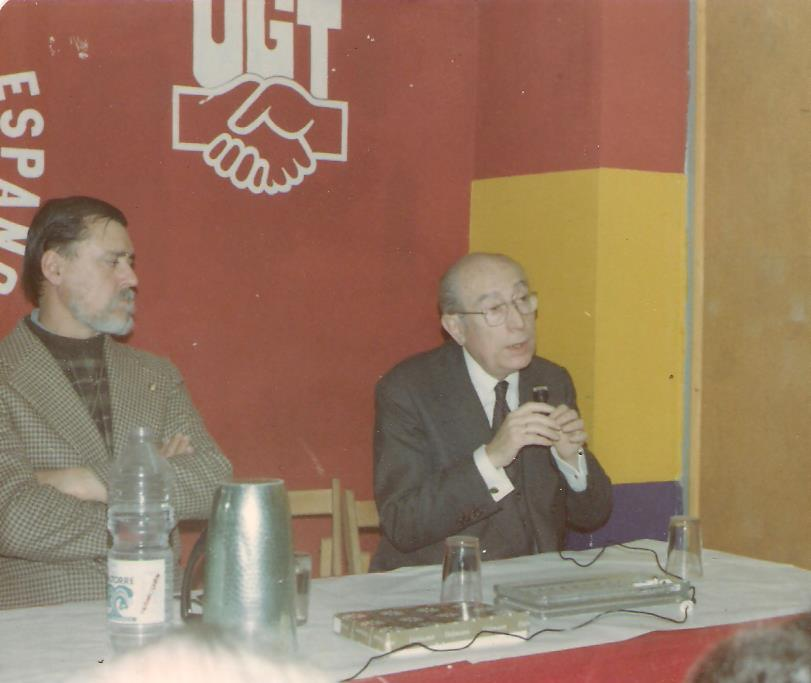
Con Enrique Tierno Galván, 1978, en un acto político.

Pero esta independencia y relativo aislamiento que le restringe a pequeños círculos de amistades en los que fue siempre apodado “El Poeta”, se rompe con la muerte de Franco. En 1975 ingresa en el Partido Socialista Obrero Español y como Secretario de Formación de la agrupación de Hortaleza, desarrolla una intensa actividad cultural que incluye el uso y la promoción de su propia poesía. En 1977 publica su segundo libro, Y toda la Sangre Derramada, una recopilación de sus poesías más combativas.
Su actividad política le lleva esos años a ser delegado en la Federación Socialista Madrileña y a alinearse activamente con la corriente Izquierda Socialista junto a gente como Luis Gómez Llorente, Pablo Castellano, Antonio Chazarra o Carlos López Riaño... A partir de 1980, tras el XXVIII Congreso Federal en el que el PSOE abandona el marxismo, en cierto modo arrinconado en el “nuevo partido” que se preparaba para llegar al poder y sobre todo, desilusionado por la deriva de los acontecimientos políticos, abandona la militancia poco antes de las elecciones de 1982.

### Los últimos años y la madurez poética

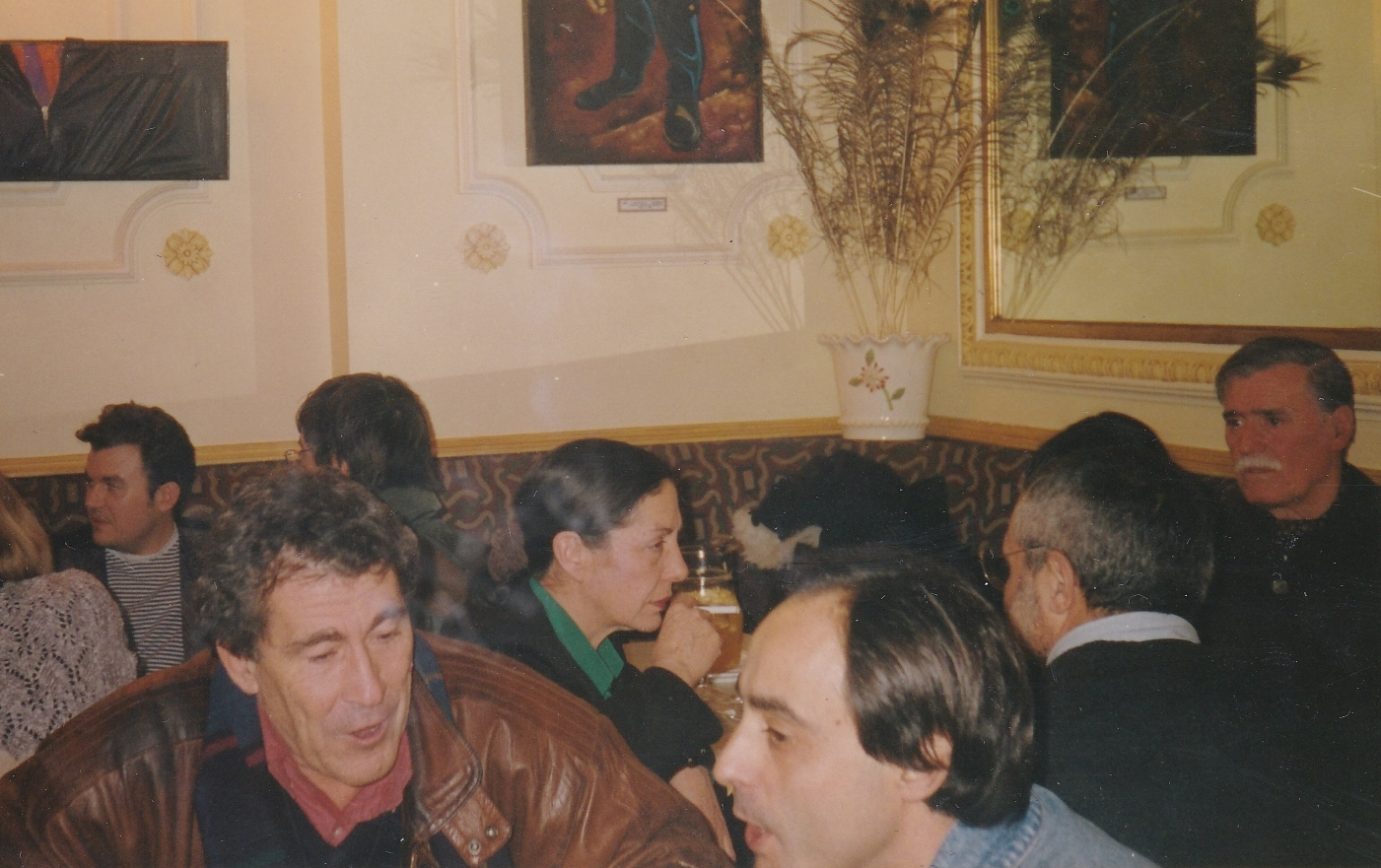
En un acto en Madrid en 1992, coincidente con Fernando Sánchez Dragó.

Durante las décadas de los 80 y los 90, José Antonio vuelve a su rutina de viajes en primavera/ verano, y leer y escribir durante el otoño/ invierno. Llega a la madurez creativa y su poesía se vuelve poco a poco más serena, menos combativa, más temática y personal. Aunque él sigue creando, no vuelve a publicar. A partir del año 2000 ya no escribe y vive una vejez relativamente limitada entre Murcia y su domicilio de Madrid, en la calle de Alcorisa, donde muere el 3 de septiembre de 2007. Su cuerpo fue incinerado en el Cementerio de La Almudena y en la despedida familiar que acompañó al acto se leyeron estos versos que él escribió:

Y si hay que morirse alguna vez // que la sonrisa nos abarque enteros, // aunque sea tan lejos y tan solos // de las cosas y los seres // que amamos orgullosamente, // honradamente y sin torcidas // manifestaciones suspicaces, // que rompa nuestro estar siendo... ya.
 J. A. García-Blanco 

## Estilo, filiación e influencias literarias

### Influencias y motivación poética
Aunque José Antonio tuvo grandes amigos artistas, especialmente pintores, así como intelectuales antifranquistas y militantes políticos, en realidad no solía frecuentar tertulias literarias, ni relacionarse íntimamente con otros poetas. Tan solo se puede decir que fue miembro durante muchos años, de la Asociación Colegial de Escritores de España desde 1978. Es cierto que leía poesía y que siempre habló de Pablo Neruda, Alberti o Bertolt Brecht como sus referentes, pero nunca manifestó afinidad ni preocupación por ninguno de su tiempo. En este sentido es también llamativo lo prolífico y el alto compromiso social de sus escritos y sin embargo, la falta de motivación para darlos a conocer:

Si yo no tuviera versos // para expresarme, // escribiría un soneto tal vez. // Me harían un homenaje, // me subirían al podium de los campeones. //  Sería un poeta laureado.
 J. A. García-Blanco,  “15 Cartas actuales” - 1968 / Inédito 

Para él, el poeta escribe en un impulso irrefrenable que nace de las contradicciones histórico-político-sociales del entorno, escribe cuando <<...la realidad, que es la poesía, se desborda a sí misma. Una conciencia liberadora nos descubre su estatura desde ella misma. La poesía, entonces, adquiere una responsabilidad histórica y se denuncia como protagonista irrebatible de esa liberación.>>  José Antonio solo necesita viajar y hablar con las gentes, charlar de historia, arte o política, pero no necesita de otros poetas para inspirarse. Y cuando escribe lo hace sin paracaídas. Su abundante obra sería un montón de cuartillas manuscritas y desordenadas si no hubiera sido por la paciente labor de su mujer que durante 40 años mecanografió, ordenó y encuadernó los diferentes libros de sus inéditos.

### Estilo y temática

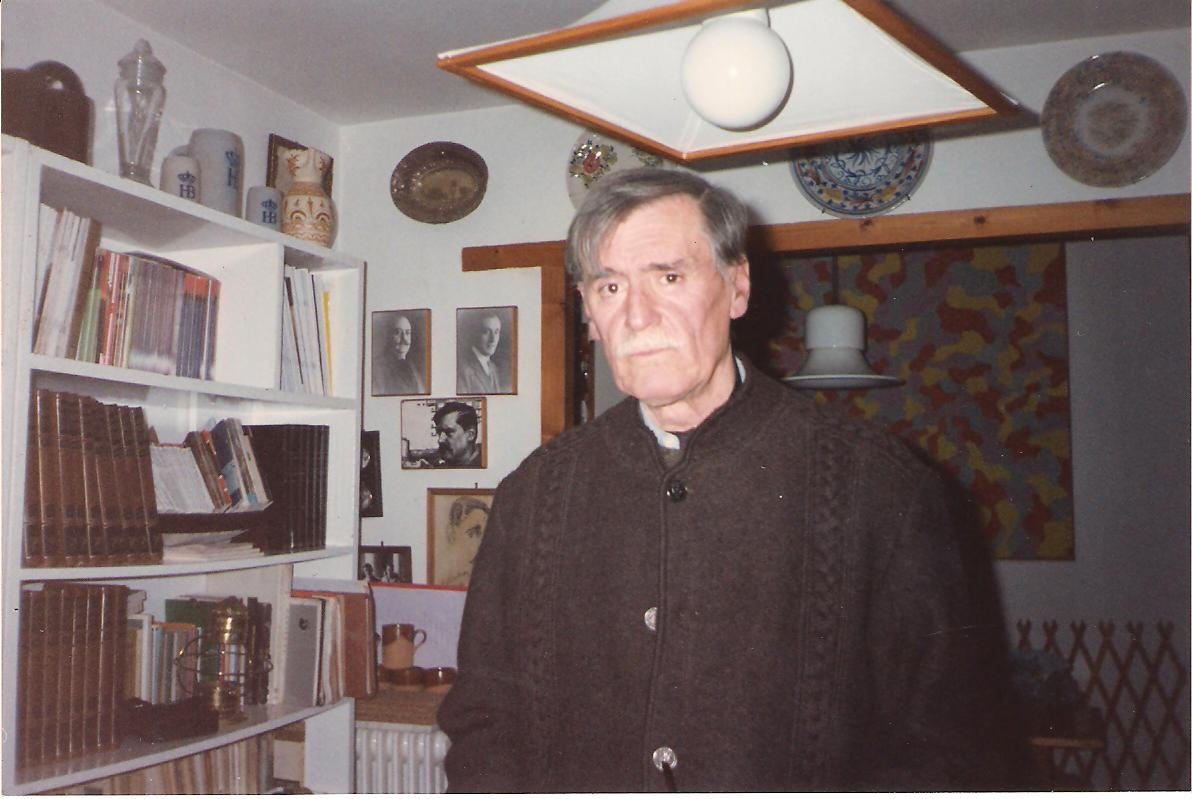
En su casa de Madrid en 1995.

En la obra de García-Blanco se puede apreciar, especialmente en la primera etapa, las generalidades de estilo de lo que se ha llamado poesía desarraigada de los 40 ( Gabriel Celaya, Blas de Otero o José Hierro), que inspirada en Hijos de la Ira de Dámaso Alonso, retoma el sentido histórico de ésta y adopta una postura comprometida social y políticamente, así como: <<...un estilo bronco, áspero, gimiente y más sencillo, con aportaciones de giros coloquiales; un estilo que no persigue la belleza sino la fuerza expresiva, la intensidad emocional.>>:

Levanto mi voz llena de matas, // zanjas, // hoyos, // tierra desmantelada. //  Levanto mis ojos que no lloran, // mis puños que la pluma tienen. //  Levanto la flor // la casa sin ventanas. //  Levanto mi grito desde aquí asomado. // Porque me siento avergonzado, // triste desde el orgullo y el odio.
 J. A. García-Blanco, “Oración Violenta” - 1958 / en “Y toda la sangre derramada”, 1977

Pero José Antonio es en realidad más afín (por coetáneo) a la corriente llamada “poesía social” o Generación de los 50 y primeros 60 y en la que se adscriben autores como Ángel González, José María Valverde, José Ángel Valente, Claudio Rodríguez o Francisco Brines... Dentro de éstos, él es de los que busca, más allá de la pura crítica social o la ingenua fraternidad de los hombres, hacer de la poesía un instrumento de transformación social, una herramienta de comunicación de masas. En sus palabras: <<la poesía para mí es, entonces, la gran palanca que me sirve para desmontar esa gran fantasmagórica farsa en la que de pronto se supone tengo que hacer mi vida con la vida de los demás. Para arremeter contra ese contorno, tomo el arma de la pluma.>> 
La temática de sus versos se ajusta igualmente a los seis puntos que señala Gloria Hervás Fernández como característicos de esta <<'corriente social' de la posguerra:>> 
- «Alusión a las condiciones precarias de la guerra y la posguerra»:

Patria el pobre sin su casa, // patria el pobre sin su aldea, // patria el pobre, protagonista // sin espinas. //  Patria sí. // Y voz también // para el hombre desahuciado, // ya viajero // para el pan.
 J. A. García-Blanco, “Cartas” - 1961 / Inédito

- «Denuncia de la injusticia y afán solidario ante los pobres y trabajadores. …la referencia al trabajo y a la vida cotidiana, sentida, sufrida. ...poemas sobre la vida del trabajador...»:

Quisiera un día  //  poder ser, siendo // con las palabras // los trabajos todos // más humildes, al mismo tiempo. //  Quisiera un día  //  fueran mis ojos //  los ojos todos, al mismo tiempo //  de los que sufren en algún sitio. //  Quisiera un día  // ser tan completo, // que todas las hojas // de todos los árboles, // y las arenas de todas las playas, // y el amor y el odio, //  y las palabras de todos los hombres... //  ser yo.
 J. A. García-Blanco, “15 Cartas actuales” - 1968 / Inédito

- «Llamadas a la movilización política a través de un ataque más o menos tácito, elusivo, al régimen franquista.»:

No callarse // si están los cráteres del vino // tañendo repliegues esmeraldas, // si viven su nocturna magnitud // las olas clandestinas, // las rosas que el agua decapita, // los roncos jabalíes // desmandados por el fuego.  //  No Callarse...
 J. A. García-Blanco, “La muerte del Cristo” - 1957
Escuchar el poema leído por su autor

- «La obsesiva presencia del tema de España, de carácter noventaiochista, pero abordado con un explícito tono de denuncia...»:

¡España! // Pan ácimo y rebelde //vino añejo de amarguras hecho. // ¡A tu España! // De Cáceres a Vitoria, //  de Jaén a Lugo, // de capital Madrid.
 J. A. García-Blanco, “España 64” - 1963
Escuchar el poema leído por su autor

- «Anhelos de libertad y de un mundo mejor...»:

Quiero tirar una piedra  //  en el Kilómetro 0,  // que el ruido se haga palabra  // y que esa expansión sonora  //  nos diga su onda de imágenes  //  peninsulares.
 J. A. García-Blanco, “24 poemas de crédito” - 1967 / Inédito

- «A veces el relato de una vida es el relato de la vida del poeta...»:

Lo encontré una mañana de lluvia. // Llegó con las estrellas, // desde sus silencios, // inescrutables silencios // que no se olvidan nunca. // Me dijo su nombre, // me crucificó las manos // con su mirada, // me marcó con palabras // para siempre. // Yo quiero contar su historia // tal y como él me la contó...
 J. A. García-Blanco, “Voz que llaman Clandestina” 1966 / Inédito

### Evolución en la madurez

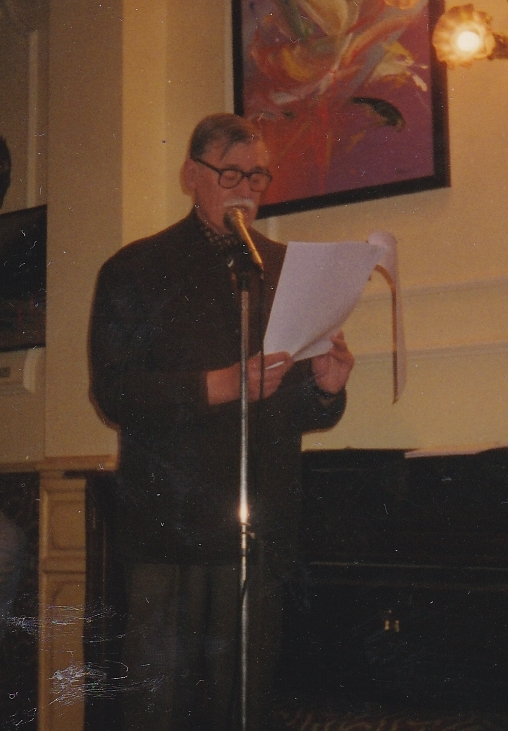
Leyendo sus poemas en 1992

Tras la ralentización de la intensidad creativa que supuso el periodo de su militancia política (1975 – 1982), la poesía de José Antonio rebrota en los ochenta y principios de los noventa, pero ya no es la misma: aparece una sombra de desilusión y se vislumbra el escepticismo de cambiar el mundo a través de la poesía:

Me desperté temprano // y el pensamiento se me pobló de imágenes absurdas // por eso publiqué mi nombre // con letras muy chiquitas // y tímidamente fui a ofrecerlo // al posible comprador de desengaños
 J. A. García-Blanco, "Postales de Viaje" - 1986 / Inédito

Se recupera el intimismo, una nueva atención a lo personal, al “yo” situado en sus circunstancias. Esta atención a lo subjetivo se manifiesta en una temática en la que encontramos, la evocación nostálgica de la infancia, la amistad, el amor, la familia o el marco cotidiano:

Entonces vinieron al mundo // tiempos de clarines fecundos // y lunas pobladas de pétalos , // pellizcos de salvedades // y nota sin parangón, // musicando tu nombre // de incógnitas, // flores, // estrellas, // o noches con guirnaldas. // Luego te llamaron // LEILA.
 J. A. García-Blanco, "Cartas a mis nietas" – 1998 / Incompleto - Inédito

De alguna manera, en sus últimas obras, su poesía se acerca a lo que se ha llamado “poesía de la experiencia” de los 80 y de hecho estos poetas (Javier Egea, Luis García Montero y Álvaro Salvador Jofre), se alimentan de las mismas fuentes que los coetáneos de José Antonio e incluso de estos mismos. Es un acercamiento en las temáticas que conectan en su 'humanismo histórico' y en menor grado en el estilo, ya que aunque también él recupera tímidamente el interés y el afán por la poesía “bien hecha”, "armónica", en otros de estos últimos poemas de José Antonio, no solo se mantiene el prosaísmo propio de la "poesía social" sino que se agudiza, se racionaliza el verso atenuando su impacto, se normaliza, se depura el lenguaje:

Y cuando llega la noche del tiempo // saboreamos el licor de la nostalgia, // nos arrellanamos en el regazo del pasado // y hacemos el corredor en el que estamos // sin prisas y sin pausas.
 J. A. García-Blanco, "Cuadernos" - 1996 / Inédito

Desde 1995, José Antonio escribió muy poco y poco antes del año 2000, dejó de escribir definitivamente.

## Obras publicadas
- Poemas de Agua, Valencia, 1957, Club Universitario de Valencia.
- Y toda la sangre derramada, Madrid, 1977, Editorial Zero ZYX, ISBN 84-317-0425-X
  - 2.ª edición, Madrid, 2014, Ediciones Vitruvio (colección Baños del Carmen), ISBN 978-84-943436-0-5
- He aquí el Hombre y otros poemas, Madrid, 2015, Ediciones Libertarias, ('He aquí el hombre', 'Con un estilete de arena' y '15 Cartas actuales -VI, VIII, XI, XIII-'). ISBN 978-84-7954-749-3
- La voz del viento y otros poemas, Madrid, 2015, Ediciones Libertarias, ('La voz del viento', 'Quisiera ser el mensajero' y 'Cartas'), ISBN 978-84-7954-751-6
- Los Oficios, Madrid, 2016, Bubok Publishing, ISBN 978-84-686-7930-3
- La muerte del Cristo y otros poemas, Madrid, 2016, Ediciones Libertarias, ('Ronco trovador del desamparo', 'Voz que llaman clandestina', 'El bordón de las guitarras más humildes', 'Miscelánea caleidoscópica', etc...), ISBN 978-84-7954-758-5
- En el azar del tiempo, Madrid, 2017, Ediciones Libertarias, ('1960. Compromiso', 'La espera en El Cairo', 'El encuentro. El proyecto', 'Recuerdos de mi estancia en El Cairo'), ISBN 978-84-7954-763-9
- El caserío como un harapo, El el alfoz del corazón y otros poemas, Madrid, 2017, Ediciones Libertarias, ('Normandía', 'Emigración', '24 poemas de crédito', 'La brega del futuro', 'El corazón que amamos', 'La babel de nuestros problemas', 'Para la "Poe". 28/01/1991') ISBN 978-84-7954-767-7
- ...hasta que la voz lo inunde todo, Madrid, 2017, María García García ed. -Bubok Publishing-, ('Nacimiento', 'Decirlo una y otra vez... hasta que la voz lo inunde todo', 'España 64', 'Historia de Juan', 'Desnudos mil novecientos 68', 'Con mocasines de espliego', 'La palabra') ISBN 978-84-685-2227-2
- el robusto leñador de mis querencias, Madrid, junio de 2019, Bubok Publishing, ('Trino y uno', 'Carta octava -QK-', 'Cartas a mis hijos', '...paseando -a poesía-', 'Homenaje', 'Mis nietas'), (papel) ISBN 978-84-685-3817-4, (e-book) ISBN 978-84-685-3818-1
- Emigración. 1. El incierto resultado del pueblo soberano y otros poemas, Madrid, noviembre de 2020, Ediciones libertarias, ('El incierto resultado del pueblo soberano', 'retorno a la dialéctica implacable', 'la paranoia del vivir', '<<voces de cobre>>', 'emigración', 'el bucólico paisaje') ISBN 978-84-7954-783-7
- Emigración. 2. Todos fueron engañados y otros poemas, Madrid, noviembre de 2020, Ediciones libertarias, ('todos fueron engañados', 'emigración', 'el hombre reclama voz'), ISBN 978-84-7954-784-4
- Emigración. 3. Paisajerías y otros poemas, Madrid, noviembre de 2020, Ediciones libertarias, ('paisajerías', 'emigración', '...su espíritu de luchador sin pausa'), ISBN 978-84-7954-785-1